# 최영희 (1951년)
최영희(崔英姬, 1951년 6월 2일~)는 대한민국의 미용사 출신 정치인이다.

## 경력

### 직책 경력
- 제19대 대한미용사회중앙회 수석부회장
- 제19·20대 대한미용사회중앙회 중앙회장
- 한국여성단체협의회 부회장
- 최영희 미용가 원장
- 대한미용사회 동두천지부 지부장
- 대한미용사회 경기북부지회 지회장
- 보건복지부 뷰티산업진흥회 위원
- 여성대통령만들기 운동본부 대표
- 대한민국 제18대 대통령 선거 새누리당 선거대책위원회 중앙위본부 자문위원
- 2023.10 ~2024.05: 대한적십자사 전국대의원총회 대의원

### 시상 경력
- 1984년: 경기도 IBS대회 1위 수상
- 1984년: 전국 IBS대회 1위 수상
- 1985년: 아시아 월드챔피언쉽 개인상 수상
- 1989년: 중화민국 아시아 월드챔피언쉽 메이크업부문 2위
- 전국기능올림픽 미용부문 금메달
- 2014년: OMC 명예의 전당 헌액
- 2016년: OMC 골든글러브 수상

### 의정 활동
- 2022년 6월 2일~2024년 5월 29일: 제21대 국회의원(비례대표, 국민의힘)
  - 2022.07~2024.05 제21대 국회 후반기 보건복지위원회 위원
    - 제21대 국회 후반기 보건복지위원회 예산결산심사소위원회 위원
    - 제21대 국회 후반기 보건복지위원회 청원심사소위원회 위원장

  - 중소기업과 골목상권을 현장에서 살피는 정책 전문가 포럼 구성의원

## 전과
- 일반교통방해, 집회및시위에관한법률위반: 벌금 5,000,000원 - 2006년 10월 13일 수원지방법원 선고[2]

## 역대 선거 결과
| 실시년도 | 선거   | 대수 | 직책     | 선거구   | 정당       | 득표수      | 득표율          | 순위          | 당락 | 비고       |
| -------- | ------ | ---- | -------- | -------- | ---------- | ----------- | --------------- | ------------- | ---- | ---------- |
| 2020년   | 총선   | 21대 | 국회의원 | 비례대표 | 미래한국당 | 9,441,520표 | \| \| 33.84% \| | 비례대표 21번 |      | 초선, 승계 |
|          | 33.84% |      |          |          |            |             |                 |               |      |            |